# KwaZoeloe-Natal
KwaZoeloe-Natal (vaak afgekort tot "KZN"; Afrikaans: KwaZulu-Natal of KwaZoeloe-Natal; Zoeloe en Engels: KwaZulu-Natal) is een provincie van Zuid-Afrika. KwaZoeloe-Natal is het oorspronkelijke woongebied van de Zoeloes. De provincie ontstond in april 1994 door samenvoeging van de bantoestan KwaZulu en de provincie Natal.
In het noorden grenst KwaZoeloe-Natal tegen de klok in aan Mozambique, Eswatini (Swaziland) en de provincie Mpumalanga, in het westen aan de provincie Vrijstaat en het koninkrijk Lesotho en in het zuiden aan de provincie Oost-Kaap. In het oosten grenst het aan de Indische Oceaan.

## Geschiedenis
Vasco da Gama zag de kusten van Natal op kerstdag 1497. Hij noemde het gebied daarom 'Natal' (Kerstmis). 
In 1839 stichtten voortrekkers van Europese afkomst hier de republiek Natalia. In 1843 werd de republiek door de Britten opgeheven en geannexeerd. Tussen 1884 en 1888 werd in het noorden van Zoeloeland de Boerenrepubliek 'Nieuwe Republiek' opgericht. Bij de val van de apartheid was de regering van Natal in handen van de Inkata Vrijheidspartij van Mangosuthu Buthelezi. Hij werd door het ANC beschouwd als collaborateur met het apartheidsbewind.
Bij het akkoord tussen het ANC en de Nasionale Party dreigde de Inkata buitenboord te vallen. In Natal brak een verschrikkelijke burgeroorlog uit (1985-1990). Ten slotte kozen de Zoeloes voor aansluiting bij het nieuwe Zuid-Afrika. Met koning Goodwill Zwelithini aan het hoofd trokken zij naar Durban om vrede te sluiten.
De provincie werd hernoemd in KwaZoeloe-Natal. De provincie is de thuishaven van het Zoeloekoningshuis, en de meerderheid van de bevolking spreekt Zoeloe. Het is ook de enige provincie in Zuid-Afrika die in haar naam de dominante etnische groep draagt. De Tugelarivier wordt gezien als de grens tussen Natal en KwaZoeloe.
Oorlogen gevochten op KwaZoeloe-Natals gronden:
- Boeren-Zoeloe-oorlog 1838-1839
- Zoeloe-oorlog in 1879
- Eerste Boerenoorlog van 1880-1881 (Majuba)
- Tweede Boerenoorlog van 1899-1902
- burgeroorlog van 1993-1994

## Geografie
De provincie heeft drie verschillende geografische gebieden:
- het laagland langs de kusten van de Indische Oceaan.
- vlaktes in het centrale gedeelte.
- twee berggedeeltes: de Drakensbergen in het westen, en de Lebombobergen op de grens met Swaziland in het noorden. De Tugelarivier stroomt van west naar oost door het midden van de provincie. De gemiddelde temperatuur in de provincie varieert van 17 °C tot 28 °C van oktober tot april, en van 11 °C tot 25 °C in de koudere maanden. De jaarlijkse regenval bedraagt 690 mm, gespreid over heel het jaar.

In april 2022 werd de provincie getroffen door noodweer dat overstromingen en modderstromen veroorzaakte. Dit leidde tot de verwoesting van infrastructuur, woningen en de dood van honderden mensen.
Natuurparken gelegen in de provincie:
- iSimangaliso Wetland Park
- Hluhluwe-Umfolozi Nationaal Park
- Diverse wildparken zoals Ithala, Mkuze, Phinda, Vernon Crookes
- Lubombo Transfrontier Conservation Area: verbindt het Maputo Elephant Reserve (Mozambique) door de Futi Corridor (inclusief enkele delen van Swaziland) met het Tembe Elephant Park in KwaZoeloe-Natal
- Botanische Tuinen in Durban en Pietermaritzburg
- Vallei van de Oribi
- Maloti-Drakensberg Transfrontier Conservation Area: verbindt het Sehlaba-Thebe National Park (Lesotho) en het Natal Drakensberg Park en Ukhahlamba Drakensberg Park in KwaZoeloe-Natal
- Wildreservaat Ithala

## Regering
De provinciale regering van KwaZoeloe-Natal zetelt in de legislatieve gebouwen in Pietermaritzburg. De Provinciale Wetgevende Macht van KwaZoeloe-Natal bestaat uit 80 leden. Verdeling van de 80 zetels volgens de verkiezingen van 2009:
Afrikaans Nationaal Congres (ANC) - 44
Inkatha Vrijheidspartij (IVP) - 13
Democratische Alliantie (DA) - 11
Overige partijen - 12

### Zoeloemonarchie

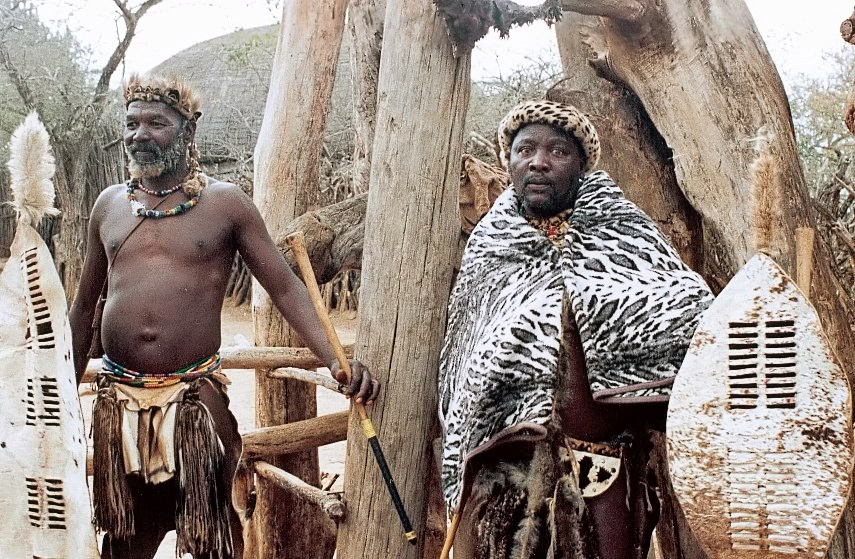
Traditionele Zoeloecultuur

De huidige koning van KwaZoeloe-Natal is sinds 7 mei 2021 Misuzulu Zulu. Hoewel hij geen directe politieke macht heeft, krijgt de Zoeloekoning wel een toelage van de Zuid-Afrikaanse overheid, en heeft hij vrij veel invloed op het meer traditionele gedeelte van de Zoeloebevolking in KwaZoeloe-Natal.

## Economie
Durban is een snelgroeiend, stedelijk gebied en is de drukst bezochte haven in Afrika met een goed spoornetwerk richting de rest van zuidelijk Afrika. Suikerraffinaderij is de voornaamste industrie. Schapen, vee, citrusvruchten, maïs, katoen, bananen en ananassen worden ook geteeld en gekweekt. Industrieën, vooral in en rond Durban, zijn (behalve suikerraffinaderijen) onder andere textiel, kleding, rubber, meststoffen, papier en olieraffinaderijen. Er zijn ook grote aluminium-smeltfabrieken te Richardsbaai, gelegen centraal aan de kust. De provincie produceert aanzienlijke hoeveelheden kolen (vooral cokes) en hout. Gedurende de apartheid werd een groot deel van de bevolking verplicht om in Bantoestans te leven.

## Demografie
De meerderheid van de 10.267.300 inwoners (56,9%) leeft in landelijke gebieden, en de economie is grotendeels agrarisch. De regio heeft een geschatte alfabetiseringsgraad van 65%, de werkloosheid ligt boven de 50%. 77% van de bevolking heeft het Zoeloe als moedertaal, gevolgd door Engels (13%). 87% van de bevolking is zwart, gevolgd door 7% Indisch of Aziatisch.
Volgens de telling van 2001 heeft 22,9% van de bevolking in KwaZoeloe-Natal die boven 20 jaar is, geen scholing gekregen, terwijl slechts 4,8% een hogere scholing heeft genoten.
Universiteiten in Kwazoeloe-Natal zijn:
- Universiteit van KwaZoeloe-Natal
- Durban Institute van Technologie
- Mangosuthu Technikon

## Indeling
De provincie Kwazulu-Natal bestaat uit één grootstedelijke gemeente en 10 districten. De districten zijn op hun beurt nog eens verdeeld in totaal 48 lokale gemeenten.

### Grootstedelijke gemeente
- eThekwini (Durban)

### Districten
- District Amajuba
  - Newcastle
  - Dannhauser
  - eMadlangeni
- District Zululand
  - Ulundi
  - Nongoma
  - Abaqulusi
  - uPhongolo
  - eDumbe
- District uMkhanyakude
  - Jozini
  - Umhlabuyalingana
  - Mtubatuba
  - Big Five Hlabisa
- District King Cetshwayo
  - uMhlathuze
  - uMlalazi
  - Nkandla
  - uMfolozi
  - Mthonjaneni
- District uMzinyathi
  - Msinga
  - Nquthu
  - Umvoti
  - Endumeni
- District Uthukela
  - Alfred Duma
  - Inkosi Langalibalele
  - Okhahlamba
- District uMgungundlovu
  - Msunduzi (Pietermaritzburg)
  - uMshwathi
  - uMngeni
  - Richmond
  - Mkhambathini
  - Mpofana
  - Impendle
- District iLembe
  - KwaDukuza
  - Ndwedwe
  - Mandeni
  - Maphumulo
- District Ugu
  - Ray Nkonyeni
  - Umzumbe
  - uMuziwabantu
  - uMdoni
- District Harry Gwala
  - Dr Nkosazana Dlamini-Zuma
  - Ubuhlebezwe
  - Greater Kokstad
  - Umzimkhulu

## Sport
- Comrades Marathon
- Midmar Mile
- Voetbal
  - Premier Soccer League (PSL)
- Rugby Union
  - Super 12
  - Vodacom Cup
  - The Sharks
- Durban Country Club